# Бранко Шљивић
Бранко Шљивић (Београд, 6. јун 1895 — Београд, 14. новембар 1963) био је професор анатомије на Медицинском факултету у Београду.

## Биографија
Убраја се у пионире српске антропологије, јер се као анатом први бавио антрополошком обрадом људских остатака потеклих са археолошких ископавања. Конкретно, на позив Николе Вулића, који је руководио истраживачким радовима на Требеништу, обрадио је људске кости из девастираних гробница и дошао до закључака о непотпуној фунерацији, о појединим болестима, дужини живота, итд. Пошто се то догађало 1933. године, у методолошком и садржајном смислу одсликава ток развоја физичке антропологије у српској средини.
Редовни професор Медицинског факултета у Београду постао је 1946. године, а у периоду 1948-1950 и 1957/58 био је декан тог факултета. Био је ректор Медицинске велике школе 1952-1954. Изабран је 30. јануара 1958. за дописног члана Српске академије наука и уметности.